# 左霊
左 霊（さ れい、生没年不詳）は、中国後漢時代末期の政治家。南郡太守。

## 概要
正史では『三国志』に僅かに名が出るのみである。興平2年（195年）、李傕の甥李暹が献帝を自軍陣営の下に置こうとした際に、献帝とは別の車に、李傕配下の賈詡と共に乗って随行したとある。正史の記述のみからでは左霊の出自は不明であり、李傕と献帝のどちらを支持する立場の人物かも判断できない。
小説『三国志演義』では、明確に李傕の幕僚と描かれており、賈詡と共に献帝の見張り役をしている。